# Ковчег часу
«Ковчег часу» (пол. Arka czasu) — підлітковий роман польського письменника Марціна Щигельського, опублікований у 2013 році. Книга отримала гран-прі III Літературного конкурсу ім. Астрід Ліндґрен, перемогла у XX Літературному конкурсі в номінації «Дитяча книжка», стала Книжкою Року в категорії дитячої книжки для читачів 10–13 років у 2015 в Австрії.

## Сюжет
Історія розповідає про дев'ятирічного Рафала, який живе у Варшавському гетто зі своїм дідусем у часи Другої світової війни. Йому особливо ні з ким спілкуватися, і тому майже весь час він проводить на самоті. Від одноманітної сірості кількох вуличок його рятує лише маленька бібліотека на околиці гетто, у яку йому дозволяє ходити дідусь. Для дитини, яка вже не пам'ятає життя до гетто, бібліотека стає порятунком, відкриває йому таємничий світ. Одного дня в Рафалові руки потрапляє роман Герберта Веллса "Машина Часу" і відтоді життя хлопчика змінюється. Починається його велика й незабутня пригода.

## Цікавинки
- До того, як взятися за роботу, Марцін Щигельський декілька років збирав потрібні матеріали, бо сам він молодий письменник, а тому віддалено знайомий з історією Голокосту.
- У книжці польською є мапи, на яких достовірно змальовано розташування  тогочасних вулиць.
- Сама книга заснована на реальних подіях, в її основу покладено оповідь реальної актриси й танцівниці Стефанії Ґродзенської, прототипу однієї із героїнь. Деякі яскраві моменти в книзі, такі як, наприклад, букет гортензій від незнайомки або вибілення Рафалеві волосся до такого стану, що воно стало неприродного кольору — правдиві.

## Видання
- Щигельський М. Ковчег часу, або Велика втеча Рафала із колись крізь тоді в тепер і назад / пер. з пол. Божени Антоняк. Львів : Урбіно, 2016. 232 с.